# جيم أرتشر
جيم أرتشر (بالإنجليزية: Jim Archer)‏ هو لاعب كرة قاعدة أمريكي، ولد في 25 مايو 1932 في ماكس ميدوز في الولايات المتحدة.

## وصلات خارجية
- جيم أرتشر على موقع دوري كرة القاعدة الرئيسي (الإنجليزية)
- جيم أرتشر على موقعبيزبول رفرنس.كوم (الدوري الرئيسي) (الإنجليزية)
- جيم أرتشر على موقعبيزبول رفرنس.كوم (الدوري الثانوي) (الإنجليزية)